# Combretum capituliflorum
Combretum capituliflorum là một loài thực vật có hoa trong họ Trâm bầu. Loài này được Fenzl ex Schweinf. mô tả khoa học đầu tiên năm 1868.